# DJ Sleepy
Johan Patrik Fikre Selassie Elofsson, mer känd under artistnamnet DJ Sleepy, född 8 april 1973 i Etiopien, är en svensk diskjockey. Patrik Elofsson är adopterad från Etiopien.
Sedan i slutet av 80-talet har Elofsson varit aktiv på den svenska hip-hop scenen. Mest känd är han för att vara DJ åt först JustD från 1994 och sedan Petter. Han har även gett ut två singlar tillsammans med Christian Falk samt ett album i eget namn, Sleepy Sound System Vol. 1, där flera svenska hiphopartister gästade.